# Carlos (Maryland)
Carlos – jednostka osadnicza w Stanach Zjednoczonych, w stanie Maryland, w hrabstwie Allegany.